# Panaquire
Panaquire ist ein Dorf im Bundesstaat Miranda, Venezuela. Es befindet sich im Bezirk Acevedo und hat ca. 5110 Einwohner.
Panaquire wurde im Jahr 1733 von Kanariern gegründet. Die Vorfahren der meisten Einwohner waren aber vorwiegend schwarze Afrikaner.
Die Wirtschaft Panaquire ist immer noch mit dem Kakaoanbau verbunden.